# Оксиэтиламмония метилфеноксиацетат
Оксиэтиламмо́ния метилфеноксиацета́т — синтетический адаптоген, разработанный в СССР, продаётся в России под торговыми названиями «Трекрезан», «Трекресил» и «Трекрезолид».
Клинические исследования препарата не проводились.

## Описание
Молекула оксиэтиламмония метилфеноксиацетата {\displaystyle {\ce {CH3-C6H4OCH2COO^{-}\ ^{+}N(CH2-CH2-OH)3}}} структурно схожа с некоторыми биологическими молекулами организма человека и растений: холином, лецитином, гетероауксином и обладает гидрофильными и липофильными свойствами.
Вещество относится к 4 классу опасности (малоопасные вещества).
Трекрезан (оксиэтиламмония метилфеноксиацетат) наряду с полиоксидонием и метапротом относится к синтетическим иммуномодуляторам простого строения, является адаптогенным и иммуностимулирующим препаратом.

## История препарата
Метилфеноксиацетат оксиэтиламмония создан в начале 1970-х Михаилом Григорьевичем Воронковым в Иркутском институте органической химии АН СССР (ныне Иркутский институт химии им. А. Е. Фаворского Сибирского отделения РАН). Вещество долго изучалось, были попытки лечить им онкологические заболевания. В 1994 году препарат был зарегистрирован в России в качестве адаптогена и иммуностимулятора, в 1996 году запатентован.

## Фармакологические свойства

### Фармакокинетика
Согласно инструкции к препарату, метилфеноксиацетат оксиэтиламмония обладает высокой биодоступностью, метаболизируется в печени, выводится через почки, не обладает кумулятивным эффектом.

### Фармакодинамика
Согласно инструкции к препарату, оксиэтиламмония метилфеноксиацетат стимулирует выработку α- и γ-интерферонов, влияет на иммунный статус организма за счет активации клеточного и гуморального звеньев иммунитета, стимулирует фагоцитарную активность макрофагов.

#### Механизм действия
Механизм действия оксиэтиламмония метилфеноксиацетата неизвестен.

## Эффективность и безопасность
Оксиэтиламмония метилфеноксиацетат относится к нетоксичным веществам, полулетальная доза LD50 — 6 г/кг массы тела.
В экспериментах на мышах и крысах исследовались адаптогенное, иммуностимулирующее, противовоспалительное, антитоксическое, энергостабилизирующее и антиоксидантное действия оксиэтиламмония метилфеноксиацетата.
Доказательства эффективности препарата по стандартам доказательной медицины отсутствуют.

## Применение
Согласно инструкции к препарату, оксиэтиламмония метилфеноксиацетат применяется в комплексной терапии для повышения устойчивости организма к стрессовым воздействиям и неблагоприятным факторам окружающей среды, в период высоких интеллектуальных и физических нагрузок и при профилактике и лечении ОРВИ .

### Противопоказания
Повышенная чувствительность (аллергия) к любому из компонентов препарата, детский возраст до 12 лет, беременность и период грудного вскармливания. Для сиропа также - глюкозо-галактозная мальабсорбция, дефицит сахаразы/изомальтазы, непереносимость фруктозы.

### Побочные действия
Возможны аллергические реакции.

### Документы
- Регистрационное удостоверение ЛСР-008909/09 : Трекрезан // Государственный реестр лекарственных средств. — Минздрав РФ, 2009. — 6 ноября.
- Агаджанян, Е. Ф. Инструкция по медицинскому применению лекарственного препарата Трекрезан : ЛСР-008909/09 / ООО «Фарматрикс». — Министерство здравоохранения Российской Федерации, 2016. — 25 марта. — 6 с.
- Кислухин, Е. В. Инструкция по медицинскому применению лекарственного препарата Трекресил : ЛП-005402-180319 / ООО «ГлобалМедФарм». — Министерство здравоохранения Российской Федерации, 2019. — 18 марта. — 6 с.
- Тюстин, С. В. Инструкция по медицинскому применению лекарственного препарата Трекрезолид : ЛП-005865-211019 / АО «Усолье-Сибирский химико-фармацевтический завод». — Министерство здравоохранения Российской Федерации, 2019. — 21 октября. — 5 с.